# Casperia

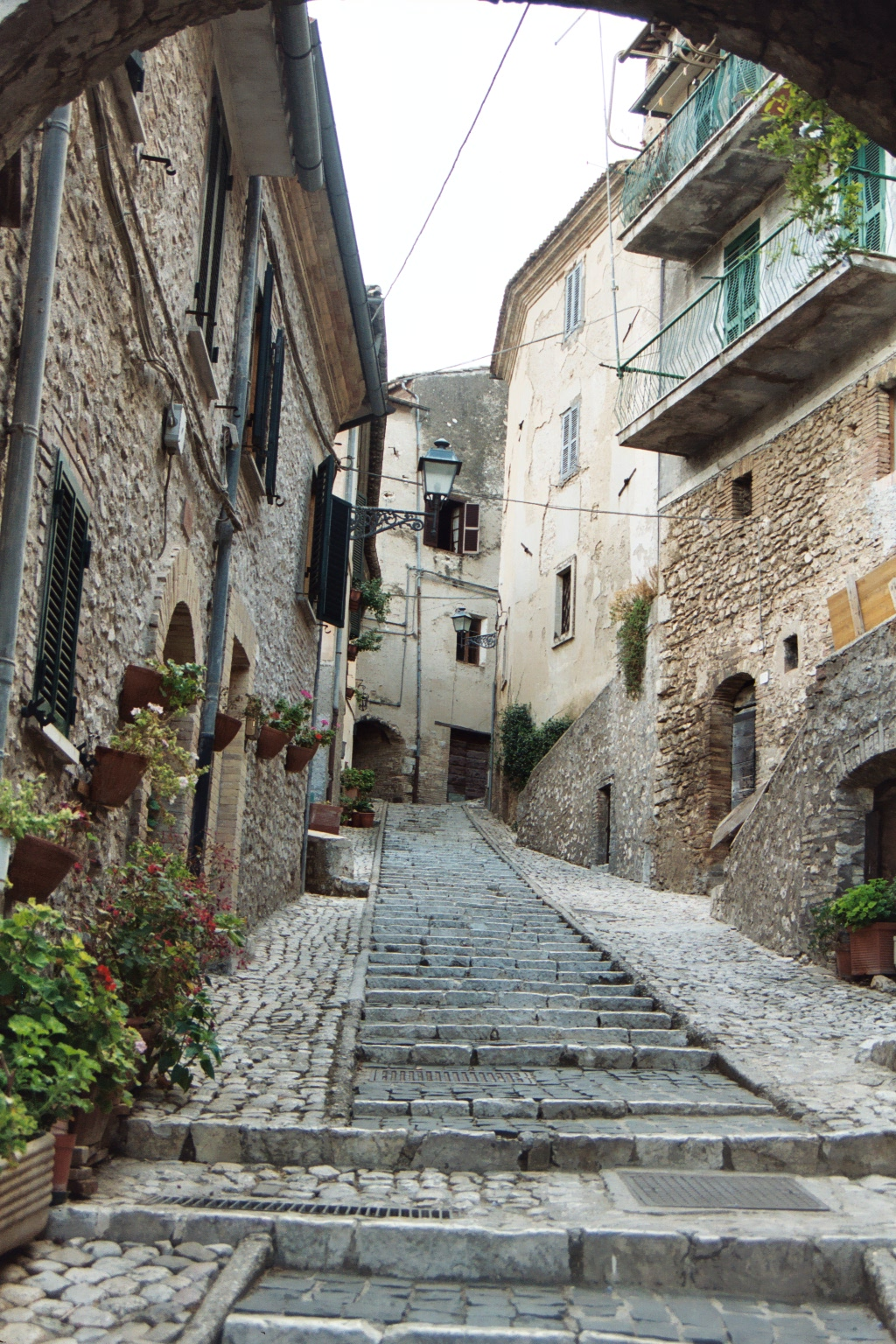
Una calle de Casperia.

Casperia  es una comuna de 1.143 habitantes de la provincia de Rieti. Hasta 1947, Aspra Sabina. A Casperia no se entra en auto y una vez allí, se reconocen inmediatamente las trazas urbanísticas medievales, es decir, organización urbanística en función de exigencias defensivas. Circundada por muros y torres que constituían el primer plano de defensa, se desarrolla en torno a un sistema vial que se levanta casi en caracol a través de pequeñas calles escalonadas que conducen a la parte alta donde se encuentran la alcaldía y la iglesia parroquial.

## Territorio

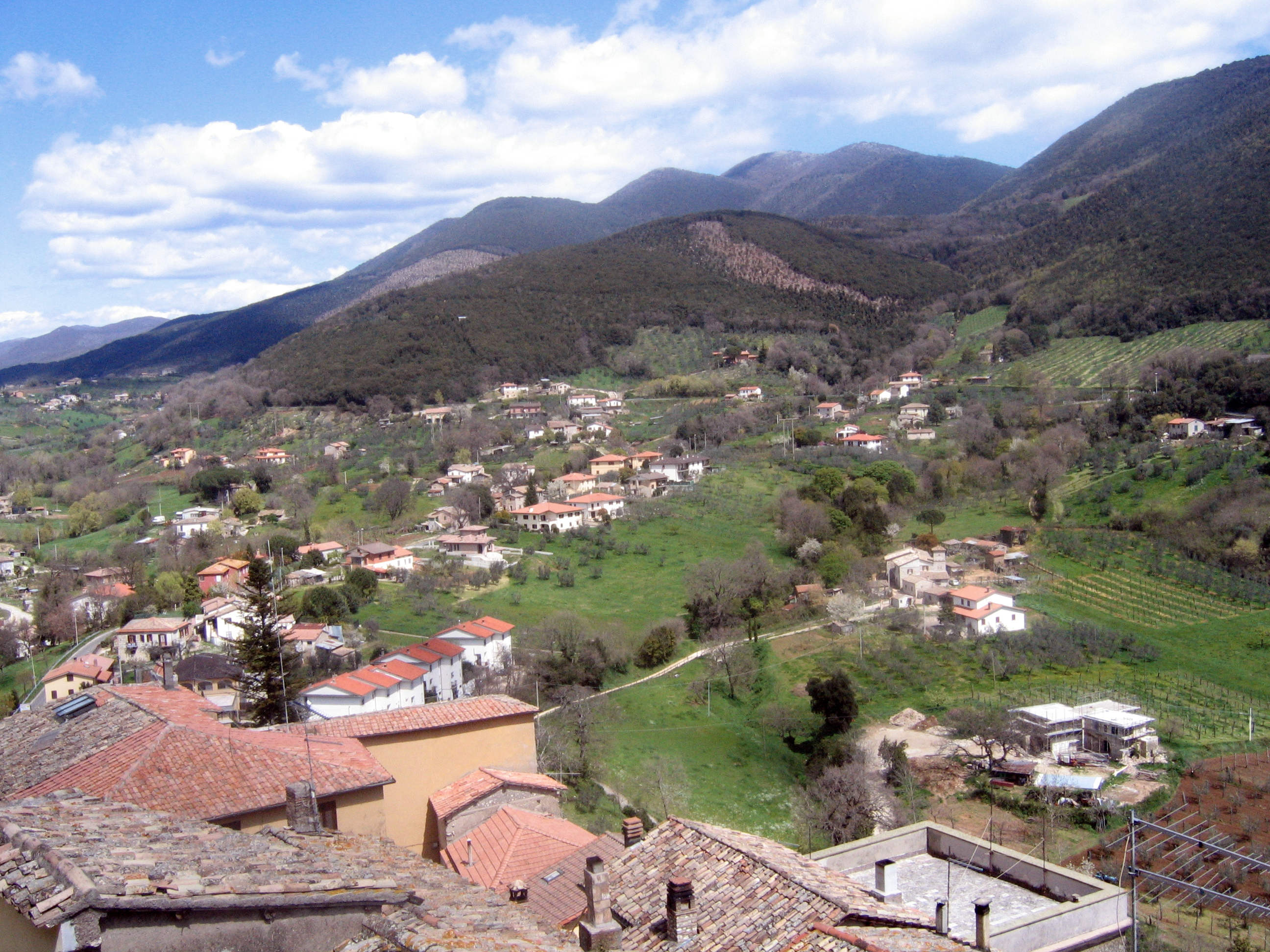

El territorio de la Comuna de Casperia está dividido en dos partes: montañoso al oeste, mientras que la porción oriental del territorio es atravesada por la parte dorsal del pre apenino del Lacio.
La altitud varía entre los 300 y 1.258 m s.n.m.  en el monte Machia Gelata. En la parte septentrional y nor-oriental se hallan los relieves montañosos que superan los 1000 m s.n.m. El confin occidental del territorio está delimitado en gran parte por el torrente L´Aia.

## Denominaciones

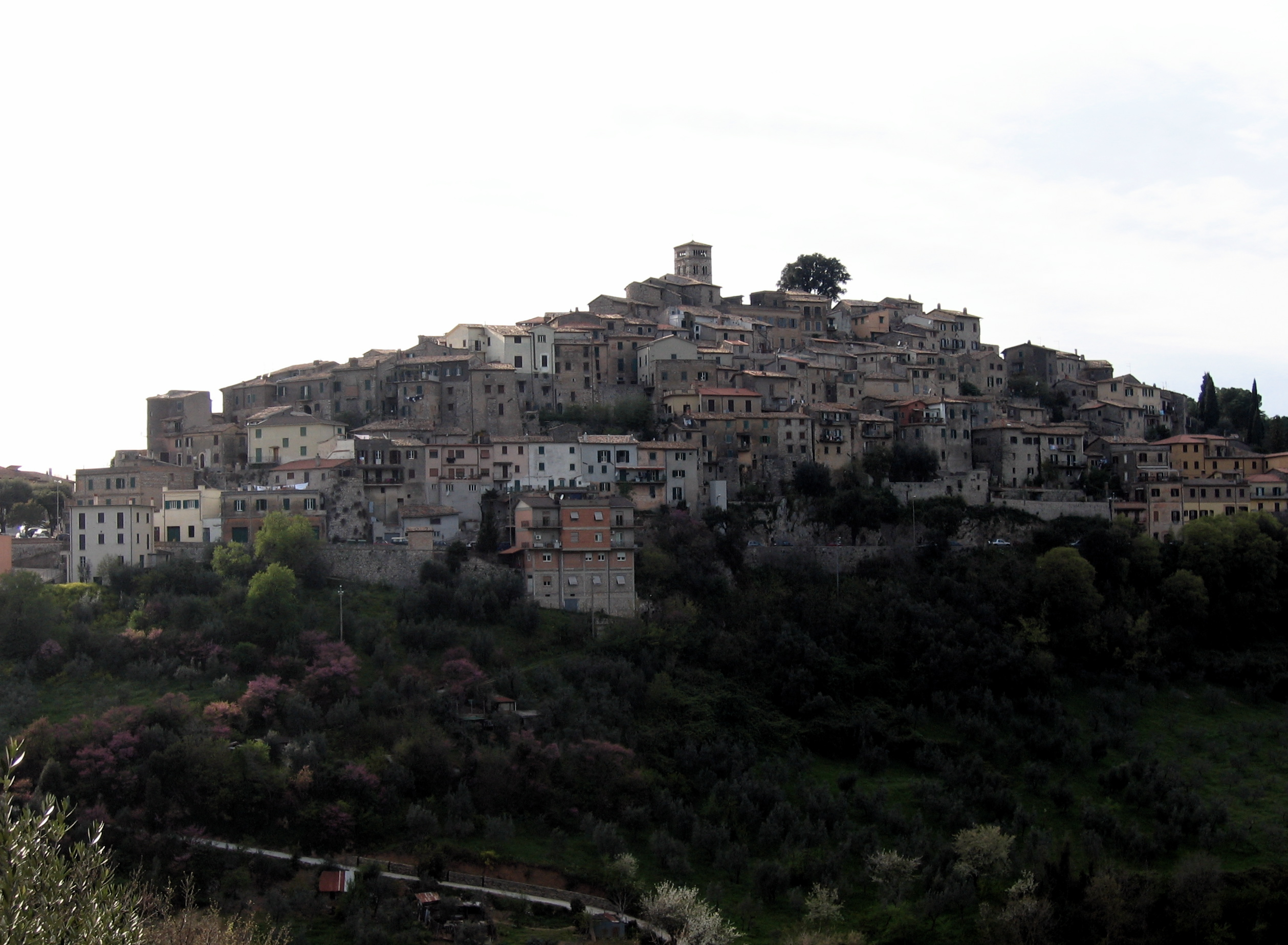
Comuna de Casperia, antes Aspra Sabina.

La población de Casperia se halla a 397 m s.n.m. sobre una colina de los Montes Sabinos. Hasta 1947 se había llamado Aspra Sabina (el origen de este nombre se debió o a la aspereza del territorio de la colina sobre la que está construida: Monte Aspra o mons qui nominatur Aspra o tal vez a la familia Asproni, hoy extinta, cuya presencia en la localidad está documentada en las fuentes más antiguas). Más tarde pasó a llamarse Casperia como hoy se llama. Este nombre se le dio sobre la base de la creencia, en auge durante el Renacimiento, de que en época prerromana en este lugar surgió la ciudad sabina de Casperia, considerada por algunos la más antigua del pueblo sabino. En el libro VII de la Eneida de Virgilio se lee: Qui Tetricae horrentes rupes, montemque Severum Casperiam colunt Los Tetricae horrentes rupes serían los acantilados que se encuentran en el Monte Pizzuto, pero no hay pruebas definitivas de esto. Por otra parte los acantilados citados por Virgilio podrían ser los del Terminillo.
Los hallazgos de elementos romanos en la localidad Paranzano de Casperia se han atribuido a la villa de Pallante, liberto de Claudio, (de aquí el nombre de Paranzano) aunque también esta es una atribución incierta.
El cambio de nombre se debió también a razones prácticas (como lo estipula el documento comunal correspondiente a dicho cambio) es decir, para evitar confusiones postales debido a la existencia de otra localidad con el nombre de Aspra en Sicilia (comuna de Bagheria) y a la semejanza del nombre con el de la comuna de Ascrea en la Provincia de Rieti.
Por otra parte una leyenda cuenta que Casperia debe su nombre al origen de sus primeros habitantes que provenían de las costas del mar Caspio. Después del Diluvio Universal, éstos huyeron para refugiarse en la Sabina.

## Orígenes
Los orígenes de Casperia se confunden entre la historia y la leyenda. Una Leyenda narra que Sabo (del que el pueblo sabino toma su nombre) partió de Persia y al llegar a Grecia fue obligado, por la extrema rigidez de las leyes de Licurgo, a trasladarse con su séquito primero a Sicilia y después a Casperia.
Según el geógrafo romano Pomponio Mela, Casperia sería la más antigua ciudad sabina fundada, como ya se dijo, por los caspios. Virgilio la cita entre las ciudades que enviaron tropas de ayuda a Turno en la guerra contra el rey latino Eneas.

## Historia

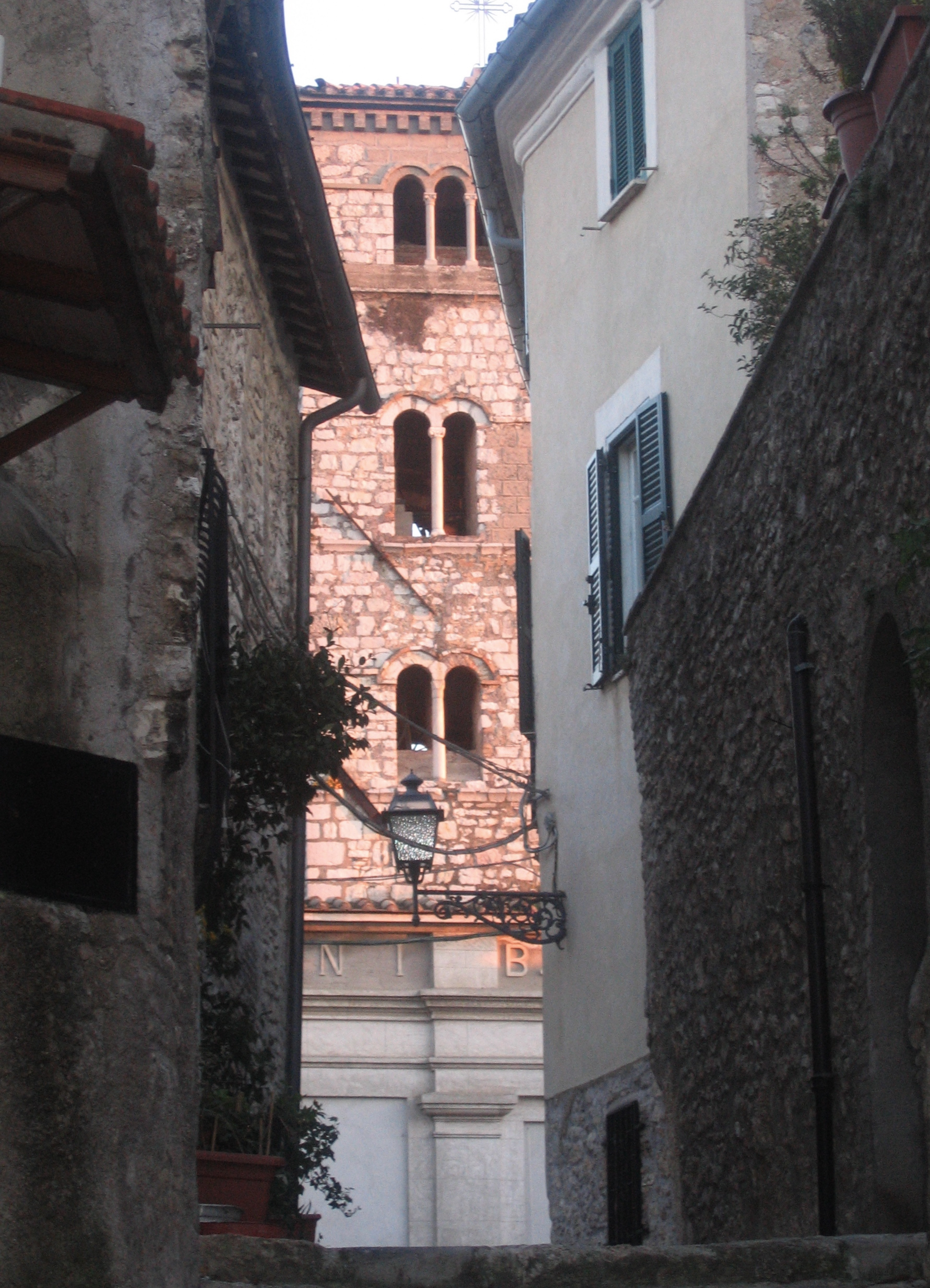
Campanario de la Iglesia de San Juan Bautista en la cima de Casperia.

Dejando a un lado la leyenda, es probable que el territorio donde se encuentra la localidad de Casperia haya sido un asentamiento prerromano del pueblo sabino. Esa ha sido la opinión de varios historiadores durante siglos y en definitiva este pensamiento llevó a los habitantes de la localidad a cambiar el nombre de Aspra Sabina a Casperia.
Testimonios de edad romana no faltan en el territorio, aunque no sean suficientes para determinar la existencia de un amplio asentamiento. De cualquier manera es sabido que los asentamientos sabino-romanos se caracterizan por la existencia de villas romanas, patronales o rústicas, más que por grandes edificios monumentales. Sobre la vía hacia el barrio de Cantalupo, son visibles restos de construcciones romanas. En la localidad de Paranzano hay muros de villas rústicas y un tramo de calle construida con grandes bloques. Alguna estatua e inscripciones han sido trasladadas a diferentes sitios.
La caída del Imperio romano llevó a la ruina al pueblo que, sin embargo, ya en el Alto Medioevo había retomado su propia vitalidad en función de la Abadía de Farfa, un gran centro de poder y cultura. El posterior declive de aquel instituto eclesiástico liberó la fuerza y la capacidad de organización del pueblo de Aspra (Casperia), que en 1189, se constituyó en Comuna Libre como parte de la ola a favor de la autonomía presente en los centros vecinos a Umbría. Este fue el período que marcó la impronta urbana, constructiva y monumental que hasta hoy acompaña al centro sabino. 
La etapa comunal no se extendió más allá del período de las grandes comunas. En 1278 Aspra juraba vasallaje a la Santa Sede y años después, el territorio comunal se dividió entre las familias del pueblo. Sobreentendido estaba que las partes que le correspondían a las familias extintas, pasaban a ser de propiedad del gobierno Comunal. 
En la edad de los señoríos, durante el siglo XIV, Aspra pasó a ser posesión feudal de Nicolò Pone di Ranieri, señor feudal de Perugia. Testimonio del fuerte interés de los centros de poder político y militar de Umbría sobre el área. En 1376 la comuna de Roma obtiene el vasallaje de Aspra. Las vicisitudes de la ciudad debieron evolucionar rápidamente cuando Aspra es confiada, primero a la familia de los Savelli (entre los siglos XIV y XV y después a los Orsini para regresar a los Savelli a principios del siglo XVI. En 1592, Aspra regresaba a manos de la Iglesia, quien la retuvo hasta la Unificación de Italia.

## Evolución demográfica
| Gráfica de evolución demográfica de Casperia entre 1861 y 2001 |
|                                                                |
| Datos de ISTAT                                                 |